# Prästträsket
Prästträsket är en sjö i Jomala kommun i Åland (Finland). Den ligger i den södra delen av landskapet, 5 km norr om huvudstaden Mariehamn. Prästträsket ligger 13 meter över havet. Den ligger på ön Fasta Åland. Arean är 16,2 hektar och strandlinjen är 2,12 kilometer lång. Sjön  ingår i Skärgårdshavets kustområde, Åland. 
I övrigt finns följande vid Prästträsket:
- Kasberget (en kulle)